# Baloghonthobium monommoides
Baloghonthobium monommoides är en skalbaggsart som beskrevs av Renaud Maurice Adrien Paulian 1986. Baloghonthobium monommoides ingår i släktet Baloghonthobium och familjen bladhorningar.
Artens utbredningsområde är Nya Kaledonien. Inga underarter finns listade.